# 紧急迫降 (1999年电影)
《紧急迫降》是上海电影制片厂拍摄的一部动作、灾难电影，电影根据中国东方航空586号班机事故改编，于1999年9月28日在中国内地公映。本片是中国内地电影首次大规模采取电脑特技拍摄手法制作的电影，代表着当时中国内地电影特效制作的最高技术。

## 演员
- 邵兵 饰 李嘉棠
- 徐帆 饰 丘叶华
- 尤勇 饰 刘远
- 丁嘉元 饰 市长
- 金安歌 饰 书记
- 池华琼 饰 舒俊
- 张康尔 饰 “沙锅”
- 魏宗万 饰 魏朝成
- 林栋甫 饰 孟凡
- 白穆 饰 白先生
- 赵慎之 饰 白老太
- 叶小铿 饰 老者
- 朱雷 饰 韩局长
- 祁明远 饰 空管局局长
- 张云立 饰 蓝航老总
- 冯奇 饰 专家
- 韩海华 饰 机场老总
- 高欣 饰 小飞
- 梁波峰 饰 副驾驶
- 刘磊 饰 记者
- 曹秋根 饰 何文涛
- 周磊 饰 母亲
- 白维 周思莲 饰 外国夫妇
- 黄奕 舒晔 陶红 陈懿 饰 空姐
- 林林 谢润 金晓燕 饰 空管员
- 汤梦佳 饰 茜茜（未列名）
- 戴娇倩 饰 电脑文员（未列名）